# Air Excellence
 (mars 2020).
 (mars 2020).
Air Excellence était une compagnie aérienne basée à Libreville, au Gabon. Elle a été créée en 2002 et a cessé ses activités en 2004.

## Flotte
- Antonov An-28